# Walter Rangeley
Walter Rangeley (Reino Unido, 14 de diciembre de 1903-16 de marzo de 1982) fue un atleta británico, especialista en la prueba de 4 x 100 m en la que llegó a ser medallista de bronce olímpico en 1928.

## Carrera deportiva
En los JJ. OO. de París 1924 ganó la medalla de plata en los relevos de 4 x 100 metros, con un tiempo de 41.2 segundos, tras Estados Unidos y por delante de Países Bajos (bronce).
Cuatro años después, en los JJ. OO. de Ámsterdam 1928 ganó la medalla de bronce en la misma prueba, con un tiempo de 41.8 segundos, llegando a meta tras Estados Unidos (oro con 41.0 segundos que fue récord del mundo) y Alemania (plata), siendo sus compañeros de equipo Edward Smouha, Cyril Gill y Jack London.